# Смерть Росомахи
«Death of Wolverine» (с англ. — «Смерть Росомахи») — сюжетная линия из комиксов издательства Marvel о супергерое Росомахе, вышедшая в 2014 году и состоящая из 4 выпусков.

## Предыстория
Сюжет предваряется событиями из пятого и шестого томов, в которых рассказывается, как вирус из микромира начал лишать Росомаху способности к регенерации, и его враги решают воспользоваться этим, чтобы наконец убить Логана. Сюжет сопровождается множеством флэшбеков о семье и друзьях Росомахи, серия о которых появится после смерти Логана. Эта серия началась с еженедельной серии Wolverines, вышедшего в январе 2015 года.

## Сюжет
После того, как вирус лишил Росомаху его исцеляющего фактора, Мистер Фантастик предложил найти средство, которое исцелит Логана, но тот отказывается. Когда он узнает, что за его головой охотится наемник, Логан решает найти его. Сначала он приходит к Гадюке, та отправляет его к Лорду Огуну, в котором Росомаха узнает доктора Авраама Корнелиуса, основателя проекта «Оружие Х». Корнелиус пытается сделать с собой то, что он сделал с Росомахой, но не может добиться одного: исцеляющего фактора. Росомаха говорит доктору, что у него больше нет исцеления. Корнелиус злится и решает поставить последний эксперимент. Росомаха побеждает его результат, Корнелиус в отчаянии пытается накачать адамантием других людей, но Логан мешает ему. Он разбивает контейнер с адамантием, однако расплавленный металл выливается прямо на него. Корнелиус оказывается смертельно ранен осколком стекла. Перед смертью он спрашивает у Логана, что тот сделал в жизни. Росомаха из последних сил выходит за пределы базы, смотрит на закат, медленно превращается в адамантиевую статую и умирает. Шторм, возглавившая Людей Икс, и остальная команда, оплакивают Росомаху.

## Послесловие
Постаревший Стив Роджерс и Дэдпул находят все остатки ДНК Росомахи и уничтожают их, чтобы никто не смог его клонировать. Затем они проникают на базу A.I.M, где крадут лезвие с кровью Росомахи. Когда они возвращаются, Стив оставляет лезвие Дэдпулу и говорит, что Дэдпул знает, что делать с ним. Дэдпул относит лезвие в инкубатор Батлера. Там он собирает кровь Росомахи в чашку, но прежде, чем положить ее в инкубатор, задумывается, нужно ли воскрешать Росомаху сейчас или дать ему отдохнуть. Дэдпул решает немного подумать.
Циклоп идет в бар и там избивает двух мужчин, оскорблявших молодого человека из-за того, что его отец был мутантом. После этого Циклоп произносит тост в честь Росомахи.
В своей последней просьбе Росомаха просит Человека-паука присоединиться к школе Джин Грей, чтобы вычислить предполагаемого двойного агента.